# 恐竜戦隊ジュウレンジャー/冒険してラッパピーヤ!
『恐竜戦隊ジュウレンジャー／冒険してラッパピーヤ!』（きゅうりゅうせんたいジュウレンジャー／ぼうけんしてラッパピーヤ!）は、佐藤健太の2枚目、およびピタゴラスのシングル。1992年2月21日に日本コロムビアから発売された。

## 解説
テレビ朝日系特撮テレビドラマ『恐竜戦隊ジュウレンジャー』主題歌を収録したシングル。第7回「日本ゴールドディスク大賞」アルバム賞・学芸部門を受賞した。

## 収録曲
（全作曲：つのごうじ / 全編曲：山本健司）
1. 恐竜戦隊ジュウレンジャー
作詞：つのごうじ・そのべかずのり / 歌：佐藤健太
テレビ朝日系特撮テレビドラマ『恐竜戦隊ジュウレンジャー』オープニングテーマ。
スーパー戦隊シリーズのオープニング主題歌において、作詞者が複数名義かつ作詞者と作曲者が同一であるのは2015年現在当作品のみである。作詞が複数名義となっていることに関して、つのごうじは「（つのが）曲を作りながら勝手に書いた詞を、活かしてもらった」とのこと[2]。
歌は『高速戦隊ターボレンジャー』で主演および主題歌を歌唱した佐藤健太が担当。これは曲の完成後に歌手の決定が難航していた際に、最終的にコロムビア側が佐藤の声が曲に合っていると判断し、打診したことがきっかけである[3]。
フルサイズでは前奏が50秒以上と長く、テレビサイズでは大幅にカットされている。
1・46話ではインストゥルメンタル版と併用して、4・7・10・13・26・27・40話ではインストゥルメンタル版が使用された。
50話（最終回）ではエンディングとして使用され、歌詞の2番が流れた。また、Vシネマ『恐竜戦隊ジュウレンジャー ダイノビデオ』のエンディングにおいても、歌詞の2番が流れている。
2. 冒険してラッパピーヤ!
作詞：つのごうじ / 歌：ピタゴラス
テレビ朝日系特撮テレビドラマ『恐竜戦隊ジュウレンジャー』エンディングテーマ。
歌唱する「ピタゴラス」は、作詞・作曲を担当したつのごうじがメインボーカルを務めるコーラスグループである[2]。
フジテレビ系バラエティ番組『はやく起きた朝は…』の1コーナー「磯野貴理子のお耳拝借」ではこの曲の後奏部分が使用されている。
3. 恐竜戦隊ジュウレンジャー（オリジナル・カラオケ）
4. 冒険してラッパピーヤ!（オリジナル・カラオケ）